# Badflower
Badflower ist eine US-amerikanische Rock-Band, die im Jahre 2013 in Los Angeles gegründet wurde, aber mittlerweile in Nashville ansässig ist.

## Geschichte

### Gründung und erste EPs (2013 bis 2017)

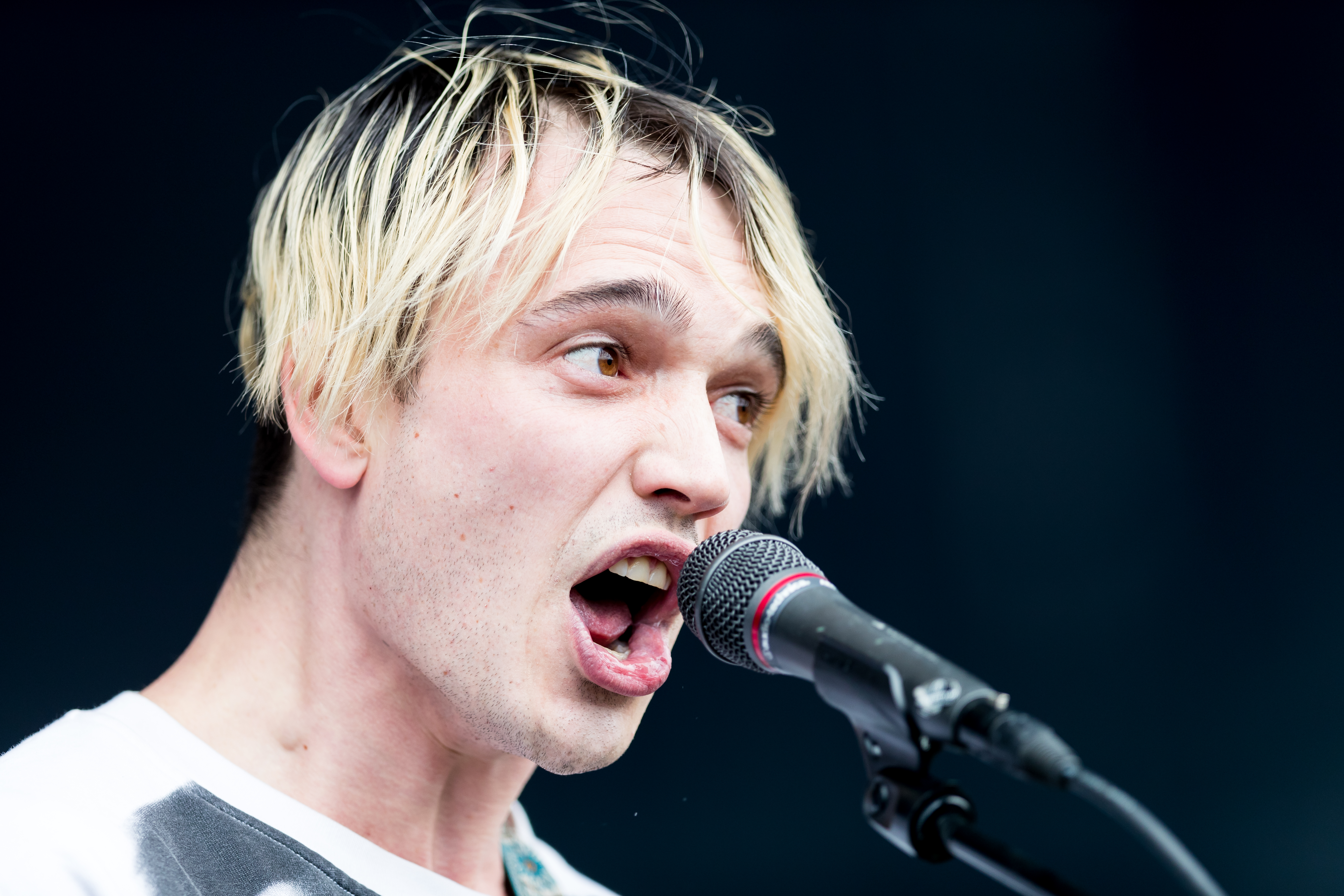
Sänger Josh Katz (2019)

Im Jahre 2008 lernten sich die Musikstudenten Josh Katz und Joey Morrow in Hollywood kennen. In ihrer Wohngemeinschaft schrieben sie die Musik für eine fünfköpfige Band, die sich The Cartunes nannte. 2011 veröffentlichte die Band eine selbstproduzierte EP, bevor der Bassist und der Rhythmusgitarrist ausstiegen. Die beiden Musiker wurden im Jahre 2013 durch Anthony Sonetti und Alex Espiritu ersetzt und die Band nannte sich nun Badflower. Der Bandname hat laut Josh Katz keine tiefere Bedeutung. Vielmehr wäre in einer Unterhaltung zwischen ihm und Joey Morrow „etwas Dummes passiert und beide haben die beiden Wörter zusammengeführt“. Die Band spielte zahlreiche Konzerte im Großraum Los Angeles, bevor die Satellitenradiopersönlichkeit Lance Bass, früher Sänger bei *NSYNC, auf Badflower aufmerksam wurde. Nach einem Konzert im Troubadour wurden Badflower von Hundred Handed Records unter Vertrag genommen.
Im März 2015 veröffentlichte die Band ihre erste Single Soap und tourte im Vorprogramm von The Veronicas im Vereinigten Königreich und als Vorgruppe von Circa Survive durch Nordamerika. Eine Demoversion des Liedes Animal wurde vom US-amerikanischen Modedesigner John Varvatos für seine Show bei der New York Fashion Week genutzt. Varvatos nahm Badflower für sein Plattenlabel unter Vertrag und veröffentlichte am 4. November 2016 die zweite EP Temper. Gleichzeitig tourte die Band zunächst im Vorprogramm von Billy Talent und Anfang 2017 zusammen mit Red Sun Rising im Vorprogramm von Pop Evil durch Nordamerika. Es folgten Tourneen als Support von Bleeker, Goodbye June, Greta Van Fleet und From Ashes to New. Im Sommer 2017 spielten Badflower auf Festivals wie Carolina Rebellion, Rock on the Range und Welcome to Rockville.

### OK, I’m Sick(2018 bis 2020)

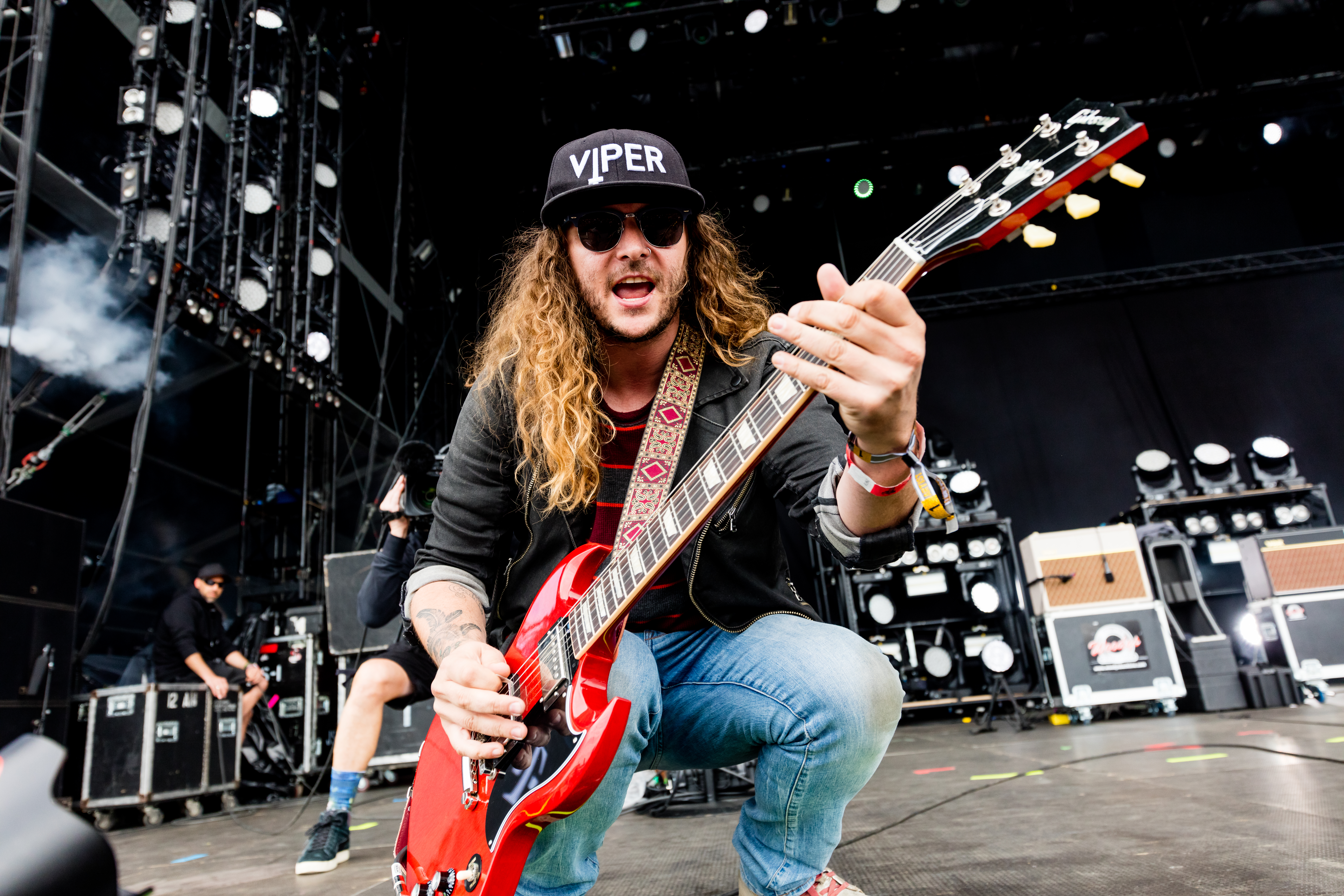
Gitarrist Joey Morrow (2019)

Im folgenden Jahr 2018 nahm die Band mit dem Produzenten Noah Shain ihr erstes Studioalbum auf. Badflower spielten beim Riot Fest und traten im September 2018 in der CBS-Talkshow The Late Late Show with James Corden auf. Am 22. Februar 2019 veröffentlichten Badflower ihr Debütalbum Okay, I’m Sick, das Platz 140 der US-amerikanischen Albumcharts erreichte. Mit der ersten Single Ghost traten Badflower kurz nach der Albumveröffentlichung in der NBC-Late-Night-Show Last Call with Carson Daly auf. Die Single wurde im Dezember 2020 mit einer Goldenen Schallplatte ausgezeichnet, während die Singles Heroin und The Jester jeweils Platz eins der Billboard Mainstream Rock Songs erreichten. Im Musikvideo zu Heroin hat der aus der Serie The Big Bang Theory bekannten Schauspieler Johnny Galecki einen Gastauftritt. Bei den iHeartRadio Music Awards 2019 wurden Badflower in der Kategorie Best New Rock/Alternative Artist nominiert, der Preis ging jedoch an Lovelytheband.
Im Sommer 2019 spielten Badflower auf den Festivals Aftershock Festival, Download-Festival, Epicenter, Louder Than Life, Nova Rock, Pinkpop, Rock am Ring, Rock im Park und Sonic Temple Art & Music Festival sowie als Vorgruppe von Shinedown, bevor die Band mit den Arbeiten an ihrem zweiten Studioalbum begann. Bei den iHeart Radio Music Awards 2020 wurde Ghost als Rock Song of the Year ausgezeichnet. Am 17. Juli 2020 veröffentlichten Badflower die Single 30 anlässlich des 30. Geburtstag von Josh Katz. Der Text handelt davon, diesen Meilenstein zu erreichen und sich gleichzeitig unbehaglich darüber zu fühlen. Die Single erreichte Platz zwei der Billboard Mainstream Rock Songs. Anlässlich des Record Store Days veröffentlichte die Band das Lied The Jester als Vinyl-Single. Als B-Seite ist eine Coverversion des Liedes Everybody Wants to Rule the World von Tears for Fears zu hören. Eine geplante US-Tour mit Incubus und 311 musste wegen der COVID-19-Pandemie abgesagt werden.

### This Is How the World Ends(seit 2021)
Am 24. September 2021 erschien das zweite Studioalbum This Is How the World Ends, das von John Varvatos, Josh Katz und Scott Borchetta produziert wurde. Für das Frühjahr 2022 kündigten Badflower zwei Tourneen an. Zunächst tourte die Band mit den Vorgruppen ’68 und Brkn Love durch die Vereinigten Staaten, bevor eine Tour durch Kanada mit der Vorgruppe Chastity folgte. Im Oktober und November 2022 spielten Badflower eine weitere Tour durch Nordamerika, bei die Band gemeinsam mit The Mysterines für Awolnation eröffnen.

## Stil

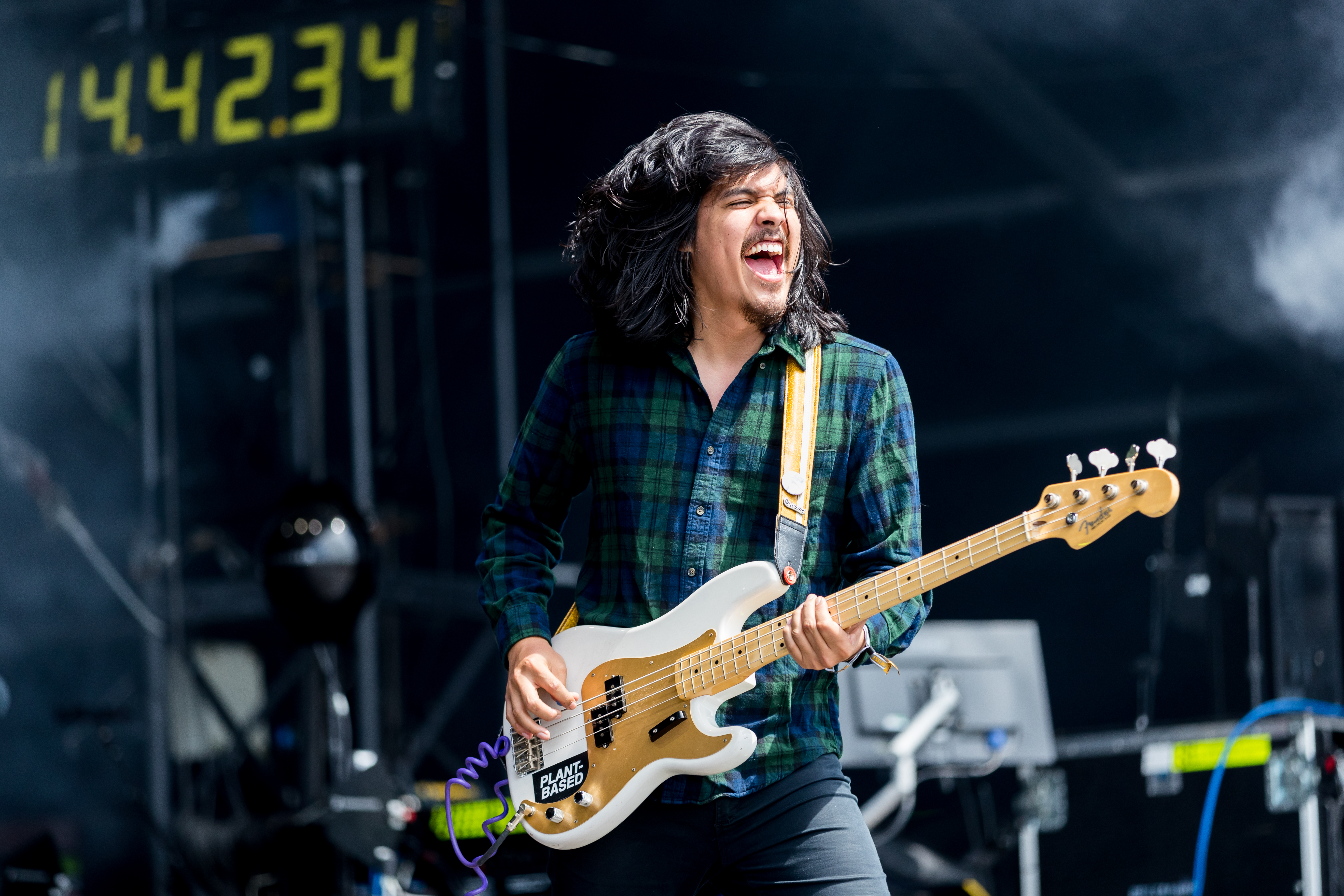
Bassist Alex Espiritu (2019)

Neil Z. Yeung vom Onlinemagazin Allmusic beschrieb die Musik von Badflower als eine „Verdichtung des Sounds von Bands wie Royal Blood oder Aeges mit der Wut der frühen Silverchair“. Laut Jörg Staude vom deutschen Magazin Rock Hard klingen Badflower wie „eine Mischung aus Imagine Dragons, Muse und Neunziger-Alternative-Rock“. Luke Nuttrall vom Onlinemagazin The Soundboard Reviews verglich Badflower mit Bands wie Highly Suspect, Royal Blood und Dorothy, während Nicola Craig vom Magazin Bring the Noise Badflower mit Shinedown, Nothing More und Grandson verglich. Die Texte behandeln Themen wie Sucht, Schmerz, psychische Erkrankungen, Selbstmordversuchen und häuslicher Gewalt.

## Diskografie

### Studioalben
| Jahr | Titel Musiklabel                               | Höchstplatzierung, Gesamtwochen, AuszeichnungChartsChartplatzierungen (Jahr, Titel, Musiklabel, Platzierungen, Wochen, Auszeichnungen, Anmerkungen) | Anmerkungen                              |
| Jahr | Titel Musiklabel                               | US | Anmerkungen                              |
| ---- | ---------------------------------------------- | --- | ---------------------------------------- |
| 2019 | OK, I’m Sick Big Machine Records               | US140 (1 Wo.)US | Erstveröffentlichung: 22. Februar 2019   |
| 2021 | This Is How the World Ends Big Machine Records | — | Erstveröffentlichung: 24. September 2021 |
| 2025 | No Place Like Home Big Machine Records         | — | Erstveröffentlichung: 20. Juni 2025      |

### EPs
- 2013: About a Girl (Selbstverlag)
- 2016: Temper (John Varvatos Records)

### Singles
- 2015: Soap
- 2016: Animal
- 2018: Ghost (US: Platin)
- 2018: x ANA x
- 2018: Heroin
- 2019: Promise Me
- 2019: The Jester
- 2020: 30
- 2021: Fuck the World
- 2021: Family
- 2021: Don’t Hate Me
- 2021: Fukboi
- 2021: Johnny Wants to Fight
- 2024: Teacher Has a Gun
- 2024: Haunting You
- 2025: London

## Auszeichnungen

### Musikverkäufe
Anmerkung: Auszeichnungen in Ländern aus den Charttabellen bzw. Chartboxen sind in ebendiesen zu finden.
| Land/RegionAuszeichnungen für Musikverkäufe (Land/Region, Auszeichnungen, Verkäufe, Quellen) | Gold | Platin  | Verkäufe  | Quellen  |
| -------------------------------------------------------------------------------------------- | ---- | ------- | --------- | -------- |
| Vereinigte Staaten (RIAA)                                                                    | —    | Platin1 | 1.000.000 | riaa.com |
| Insgesamt                                                                                    | —    | Platin1 |           |          |

### Musikpreise
iHeartRadio Music Awards
| Jahr | Kategorie                        | für       | Resultat  |
| ---- | -------------------------------- | --------- | --------- |
| 2019 | Best New Rock/Alternative Artist | Badflower | Nominiert |
| 2020 | Rock Song of the Year            | Ghost     | Gewonnen  |